# Hans Baur
Hans Baur ( Baviera, Alemania, 19 de junio de 1897-Baviera, Alemania, 17 de febrero de 1993) fue un militar que sirvió en el Ejército Imperial Alemán. Fue el piloto de aviación personal de Adolf Hitler durante todo el periodo de la Alemania nazi.

## Biografía
Hans Johann Peter Baur nació en 1897 en la villa de Ampfing, Baviera, Alemania, su familia emigró a Múnich y el joven Baur se educó en Ludwigs-Real Schule y en la Escuela Ludwig (hoy Erasmus Greser Gymnasium). 

### Primera Guerra Mundial
En 1914, mientras realizaba una pasantía en un negocio de ferretería, la Gran Guerra comenzó, Baur se presentó como voluntario al Ejército Imperial Alemán donde inicialmente fue rechazado por su relativa baja estatura.
En septiembre de 1915 volvió a presentarse en el Koeninglish Bayerischen Fliegertruppen (Ejército bávaro) donde fue aceptado para entrenamiento. Fue enviado a Francia donde realizó labores de intendencia y logística tras las líneas.
En noviembre de ese año fue aceptado para un curso de entrenamiento de pilotos en la incipiente Luftstreitkräfte (Cuerpo Aéreo del Imperio alemán) basada en Gersthofen-Gablingen en Augsburg, donde calificó para piloto de observación y artillero. 
Realizó varias misiones de reconocimiento artillero hasta que logró calificar como piloto de caza en 1918, donde alcanzó a realizar unas 160 misiones de combate reclamando el derribo de 8 aeroplanos; pero solo se le confirmó 6 aviones enemigos, recibiendo por su valentía en combate la Cruz de Hierro de Segunda y Primera Clase.

### Entreguerras

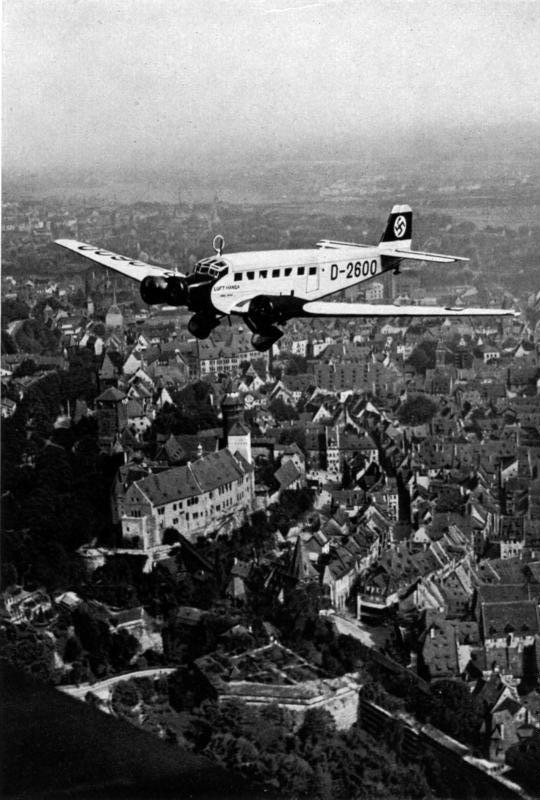
Ju-52 Inmelman II Numeral D-2600 (1934)

Por restricción impuesta en el Tratado de Versalles, Alemania debió disolver su fuerza aérea, Baur entonces se unió al Freikorps 1919 a 1921 donde ejerció como mensajero postal en Fürth acumulando una gran cantidad de horas de vuelo.
En 1921 se unió a la Bayrische Luftlloyd como piloto de aerolínea postal en rutas aéreas entre Alemania y Suiza. 
En 1922 abandonó la carrera militar y su empresa fue absorbida por la Junkers Luftverkehr donde siguió como piloto civil pilotando un Junkers F 13.
En 1926 fue enrolado por la Lufthansa como piloto comercial destacado abriendo las rutas Alemania-Italia. 
Ese mismo año se enroló en el NSDAP.
En 1931, fue recomendado y asignado como piloto de campaña en la primera y segunda campaña (1931-1932) del político emergente nazi Adolf Hitler y en febrero de 1933 fue enrolado definitivamente como piloto personal del líder político volando el avión personal de Hitler, Ju-52 Tante regalado por Hermann Göring, bautizado como Inmelman II, matrícula D-2600 (este mismo numeral se mantuvo para el resto de los aviones personales del Führer) y más tarde el Fw 200 Condor llamado Inmelman III. 
Baur llevó a Hitler a Italia para encontrarse con Benito Mussolini, llevó al canciller Joachim von Ribbentrop a Moscú para la firma del Pacto Tripartito, o cuando Hitler se trasladaba a Rastenburg. 
Baur tuvo en estos viajes la posibilidad de sostener conversaciones personales con el líder alemán sobre aspectos técnicos y políticos ganándose su confianza siendo admitido en su círculo personal. Para su cumpleaños n.º 40, Baur fue invitado a la cancillería y recibió un automóvil Mercedes Benz de regalo por parte de Hitler.
En 1934 fue nombrado Jefe de Regierungsstaffel (Escuadrón de la Cancillería) con base en el aeródromo de Tempelhof, y ascendido al rango de Standartenführer (coronel) de la Schutzstaffel (SS) ya que la Luftwaffe aún no había sido creada.
Como jefe de Regierungsstaffel, Baur tuvo la responsabilidad de estar disponible con el avión a su cargo en todo momento para Hitler además de seleccionar personalmente otros aparatos de transporte y pilotos para ocupar los cargos de piloto personal para los aviones asignados a los altos cargos del Tercer Reich. 
Para 1939, el Regierungsstaffel pasó a llamarse Die Fliegerstaffel des Führers (Grupo aéreo del Führer), contaba con 8 aparatos de transporte y el personal escogido por Baur recibió entrenamiento militar en la Luftwaffe.

### Segunda Guerra Mundial

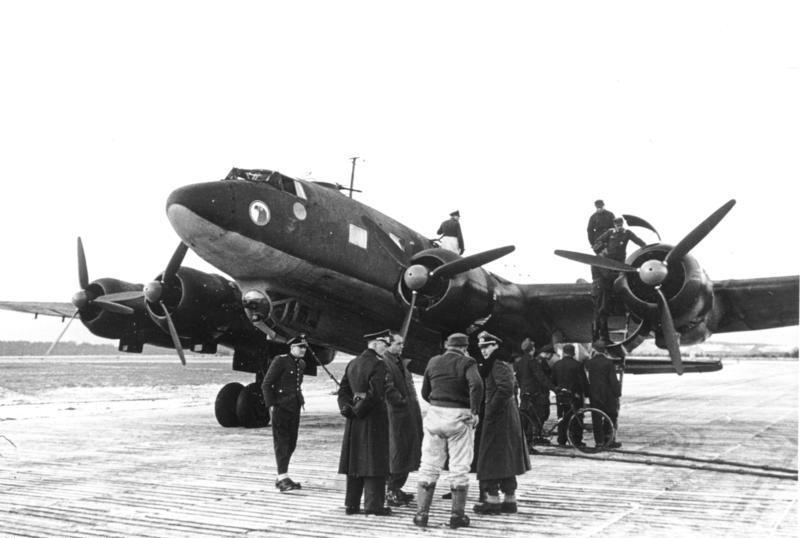
Fw 200 Condor Inmelman III (Albert Speer como pasajero)

Baur entre 1939 y 1941 pilotó los aviones de transporte personal de Hitler llevándole desde Polonia (Prusia oriental) a territorios conquistados en la Unión Soviética. En 1944, el avión Inmelman III fue destruido en un bombardeo siendo reemplazado por un Junkers 290.
En febrero de 1945 fue ascendido a Gruppenführer SS (general de división SS) y Generalleutnant (General teniente) de la Policía.
Baur diseñó un plan de escape para Hitler en los momentos en que Berlín era sitiado por los soviéticos, cuyo avión de escape era el Fieseler Fi 156 Storch; pero Hitler se negó y decidió permanecer en su búnker.
Baur se mantuvo junto al líder a pesar de recibir órdenes de huir llevándose a su secretario personal, Martin Bormann.
Baur fue una de las últimas personas con las cuales Hitler sostuvo una conversación antes de suicidarse el 30 de abril de 1945. Baur intentó huir en el aeroplano usando una pista improvisada; pero esta estaba inutilizable por las caídas de los obuses, por lo que debió huir a pie con los grupos que emergían del búnker de Hitler.
Fue herido por esquirlas gravemente en una pierna cuando salía del búnker en un grupo junto a Martin Bormann, fue capturado por las tropas soviéticas, cuyo médico le amputó la extremidad y fue llevado a Moscú como prisionero de guerra siendo interrogado y torturado en la prisión de Butiershka. 
Fue sentenciado a 10 años de cárcel siendo liberado en 1955 y transferido a Francia donde se le mantuvo cautivo hasta 1957.
Ya en libertad escribió un libro llamado Mit Mächtigen zwischen Himmel und Erde que se traduce literalmente como " Entre el cielo y la tierra acompañando a poderosos".
Baur falleció en Herrsching, Baviera, en 1993 por causas naturales a sus 96 años siendo inhumado en Leverkusen.